# (38139) 1999 JH57
1999 JH57 (asteroide 38139) é um asteroide da cintura principal. Possui uma excentricidade de 0.21981280 e uma inclinação de 3.44295º.
Este asteroide foi descoberto no dia 10 de maio de 1999 por LINEAR em Socorro.